# Шульц, Генрих Леович
Генрих Леович Шульц (эст. Heinrich Schultz, неправильно также Heinrich Schults; 23 сентября 1924, Валга — 1 октября 2012, Таллин) — эстонский работник культуры, организатор международных джаз-фестивалей в Таллине, участник Великой Отечественной войны. Майор в отставке.

## Биография
Родился в семье лесного бракёра, по национальности балтийского немца, мать Серафима Арсеньевна (урожденная Шестова) — русская.
В РККА призван Долматовским РВК Челябинской области 07.10.1942 года.
Во время Великой Отечественной войны Генрих Шульц служил писарем роты в 8-м Эстонском стрелковом корпусе Красной армии. Он участвовал в наступлениях в районе реки Эмайыги и в Моонзундской операции, а также в боях в Курляндии (1944—1945).
Приказом по 249 КСД Ленинградского фронта №: 227/н от 30.11.1944 года наводчик противотанкового ружья роты ПТР младший сержант Шульц награждён орденом Славы 3-й степени за то, что во время боев на острове Эзель гранатами уничтожил пулеметный расчет противника со станковым пулеметом.
С 1961 по 1967, в качестве руководителя отдела культуры Таллинского Исполнительного комитета Совета депутатов трудящихся (в настоящее время Департамент культуры Таллинской городской управаы), он также организовал международные джазовые фестивали, танцевальные турниры и другие культурные мероприятия. Самый крупный и наиболее известный из них, Таллинский Международный джазовый фестиваль «Таллин-67» («Tallinn-67»), состоявшийся в мае 1967 года, стал легендарным. Участвовали известный квартет Чарльза Ллойда из США, джазовые коллективы из Эстонии, Латвии, Литвы, России, Украины, Азербайджана, Грузии, Швеции (секстет Арне Домнеруса с Яном Юханссоном на фортепиано), а также Финляндии и Польши.
Это событие привлекло значительное международное и внутригосударственное внимание средств массовой информации и напугало власти в такой степени, что джазовые фестивали были запрещены, как угроза существующей коммунистической идеологии. Всю «вину» за организацию фестиваля возложили на Генриха Шульца, и впоследствии он был уволен с поста начальника отдела культуры.
В течение десятилетий Генрих Шульц жил в безвестности, ему было запрещено занимать ответственные должности. Начиная с перестройки, средства массовой информации стали говорить о его вкладе в организацию джазовых фестивалей, как уникальных культурных столкновений между Советским Союзом и Западом в период холодной войны.
Генрих Шульц скончался 1 октября 2012 года в Таллине и похоронен 6 октября 2012 года на Таллинском Лесном кладбище.

## Награды
- Орден Славы 3-й степени (1944)
- Орден Отечественной войны 2-й степени (1985)[6]
- Медали
- Почётная грамота Президиума ВС Эстонской ССР (1960)[2]
- Знак «25 лет Советской Литве»: «За хорошую работу и активную общественную деятельность»

(1965)
- Почетная грамота Министерства культуры СССР за достигнутые успехи в развитии художественной самодеятельности (1966)

## Документальный фильм
- Eesti Kroonika [= Хроника Эстонии] № 21, 1990 г. (киностудия Таллинфильм, вспоминания Генриха Шульца о международном джазфестивале «Таллин-67») (эст.)

## Грампластинки
- Charles Lloyd in the Soviet Union: Recorded at the Tallinn Jazz Festival. New York: Atlantic, 1970 (Джордж Авакян в тексте на обложке упоминает Генриха Шульца в качестве организатора фестиваля) (англ.)

### Комментарии
1. ↑  В некоторых документах — Львович.